# Nicolás Gómez Dávila
Nicolás Gómez Dávila (Bogotá, Colômbia, 18 de maio de 1913 – Bogotá, 17 de maio de 1994) foi um proeminente e sui generis escritor colombiano. Foi um dos críticos mais radicais da modernidade, pensador de teorias políticas tradicionalistas.
Alcançou reconhecimento somente alguns anos antes de seu falecimento, graças às traduções alemãs de algumas de suas obras, que consistem quase inteiramente em aforismos  chamados por ele de "escolios".

## Biografia
Gómez Dávila foi um estudioso colombiano. Ele pertencia à classe alta colombiana, e estudou em Paris. Devido a uma severa pneumonia, ele passou dois anos de sua vida em casa, onde teve aula com professores particulares e desenvolveu um amor pela literatura clássica. Porém, ele nunca frequentou uma universidade. Na década de 30, ele retornou de Paris à Colômbia, e nunca visitou a Europa novamente, exceto por uma estadia de seis meses com sua esposa, em 1948. Ele construiu uma enorme biblioteca com mais de 30.000 exemplares sobre seus ideais literários. Em 1948, ele ajudou a fundar a Universidade de Los Andes, em Bogotá.
Em 1954, o primeiro volume do trabalho de Gómez Dávila foi publicado por seu irmão, um compilado de notas e aforismos chamado Notas I - o segundo volume nunca foi publicado. O livro permaneceu praticamente desconhecido, pois somente 100 cópias foram impressas e estas foram presentes para seus amigos. Em 1959, ele continuou com um pequeno livro de ensaios chamado Textos I (novamente, o segundo volume nunca foi publicado). Esses ensaios desenvolvem conceitos básicos de sua antropologia filosófica, assim como sua filosofia histórica, com uma linguagem literária cheia de metáforas. Nesses ensaios, ele expressou sua intenção de criar uma "colcha de retalhos reacionária" porque a realidade, segundo ele, não pode ser representada em um sistema filosófico. 
Após o fim da junta militar em 1958, foi oferecido a Gómez Dávila o posto de conselheiro chefe do presidente, o qual ele rejeitou, do mesmo modo como respeitosamente rejeitou, em 1974, o cargo de Embaixador em Londres. Embora ele tenha apoiado o papel do presidente Alberto Llera na queda da junta militar, ele se manteve afastado de qualquer atividade política, uma decisão que ele já havia feito no início de sua carreira como escritor.
Dessa decisão, resultaram não somente críticas às práticas políticas da esquerda, mas também às da direita e do conservadorismo, ainda que seus princípios explicitamente reacionários mostrassem algumas similaridades com pontos de vista conservadores. Seus ceticismo antropológico foi baseado num estudo de Tucídides e Jacob Buckhardt, assim como sua afirmação de estruturas hierárquicas de ordem em uma sociedade, Estado e Igreja. Gómez Dávila enfaticamente criticou o conceito de soberania das pessoas como uma divinização ilegítima do homem e uma rejeição à soberania de Deus. Ele igualmente era um sério crítico do Concílio Vaticano II, onde ele viu uma profunda adaptação ao mundo. Ele particularmente deplorou a destruição da liturgia latina na Igreja Católica como uma reforma do Concílio. Similar a Juan Donoso Cortés, Gómez Dávila acreditava que todos os erros políticos atuais derivam de erros teológicos. Por isso seu pensamento pode ser descrito como uma forma de teologia política.
As ideologias modernas como liberalismo, democracia e socialismo, eram os principais alvos das críticas de Gómez Dávila, porque o mundo influenciado por essas ideologias parecia, a ele, corrupto e decadente. 
Gómez Dávila escreveu sobre uma vasta seleção de tópicos, questões filosóficas e teológicas, problemas da literatura, arte e estética, filosofia histórica e historiografia. Ele aplicou um método literário de afirmações sucintas com uma grande sensibilidade para assuntos de estilo e tom. O método literário que ele desenvolveu à perfeição foi a glosa, que ele usou para comentar o mundo, particularmente nos cinco volumes de Escolios a un texto implícito (1977; 1986; 1992). Ele criou "o reacionário" como uma inconfundível máscara literária e também o transformou num pensamento distinto sobre o mundo moderno. Em seu trabalho mais recente, ele tentou definir "o reacionário" em algum lugar entre os pensamentos tradicionais de esquerda e direita. Como católico e influenciado pela probidade de Nietzsche e outros, ele criticou a modernidade e viu sua obra como um posicionamento pela "verdade que nunca irá morrer".
Gómez Dávila não realizou nenhuma tentativa para divulgar sua obra. Somente com traduções para o alemão (e posteriormente italiano, francês e polonês) no início da década de 80 que as ideias de Gómez Dávila começaram a ser lidas por poetas, filósofos e escritores como Robert Spaemann, Martin Mosebach, Botho Strauß, Reinhart Maurer, Rolf Schilling , Heiner Müller, Franco Volpi, Asfa-Wossen Asserate e Krzysztof Urbanek. 